# Alain Legal
Alain Legal es un deportista canadiense que compitió en judo. Ganó una medalla de plata en el Campeonato Panamericano de Judo de 1984, en la categoría de –71 kg.

## Palmarés internacional
| Campeonato Panamericano | Campeonato Panamericano   | Campeonato Panamericano | Campeonato Panamericano |
| Año                     | Lugar                     | Medalla                 | Categoría               |
| ----------------------- | ------------------------- | ----------------------- | ----------------------- |
| 1984                    | Ciudad de México (México) | Medalla de plata        | –71 kg                  |